# Asculum
Asculum, ibland även Ausculum, var i antiken namnet på två italienska städer. Det framgår av ortnamnet vilket folk, ort eller område orten associeras med: picener respektive Satricum. Det finns tre slag som går under benämningen "slaget vid Asculum" men dessa ägde rum på olika platser och var del i olika krig.

## Ascoli Piceno
Ascoli Piceno låg i antikens Picenum, i dagens Marche. Ascoli Piceno ligger i Tronto-dalen längs via Salaria. Ascoli Piceno var från början en sabinsk stad. Romarna besegrade staden 268 f.Kr. och gjorde den till en civitas foederata. I händelserna som ledde fram till bundsförvantskriget skedde en episod som ibland betraktas som utlösande i Ascoli Piceno. Efter mordet på tribunen Livius Drusus 91 f.Kr. utbröt oroligheter i Ascoli Piceno varpå en praetor sändes dit. Han höll ett tal som uppfattades som bestraffande och saken blev inte bättre av att han under själva talet var omgiven av sina liktorer med bilor och spöknippen. Folkmassan mördade praetorn och hans sällskap och oroligheterna eskalerade i Ascoli Piceno där alla romare dödades. Detta ledde till uppror i andra delar av Italien och därmed blev händelserna i Ascoli Piceno utlösande för bundsförvantskriget. Under bundsförvantskriget belägrades och erövrades staden efter slaget vid Asculum 89 f.Kr.. Efter kriget fick staden status som municipium. Senare blev den en romersk koloni.

## Ascoli Satriano
Ascoli Satriano var en liten daunisk by i Apulien. Två slag stod i Ascoli Satriano, dels slaget vid Asculum 279 f.Kr. och dels slaget vid Asculum 209 f.Kr.